# Antonino Calderone
Pour les articles homonymes, voir Calderone.
Antonino « Nino » Calderone né à Catane le 24 octobre 1935 et mort en un lieu inconnu le 10 janvier 2013  était un membre d'une importante famille mafieuse de Catane et le frère de Giuseppe Calderone, le chef de la mafia locale.

## Biographie
Antonino Calderone est né à Catane le 24 octobre 1935. Il est issu d'une famille traditionnellement mafieuse.
À l'origine, Catane n'était pas une région mafieuse traditionnelle. La mafia était beaucoup plus enracinée dans la partie occidentale de la Sicile. La première famille mafieuse de Catane a été fondée par Antonio Saitta, poursuivi par Cesare Mori le « préfet de fer » de Mussolini. L'une des filles d'Antonio Saitta est la mère de Antonino et Giuseppe Calderone.
Un de ses oncles avait aidé la mafia à se remettre sur pied après la Seconde Guerre mondiale, en organisant le « marché noir » des cigarettes de contrebande.
Initialement, le clan Calderone a gagné de l'argent grâce à la contrebande de cigarettes et dirigé une station-service Agip, grâce à une franchise qu'ils ont acquise par l'intermédiaire du politicien démocrate-chrétien Graziano Verzotto.
Au début des années 1970, le clan Calderone a développé une relation avec l'entrepreneur en construction Carmelo Costanzo, l'un des quatre Cavalieri del Lavoro (Chevaliers du Travail), avec Francesco Finocchiaro, Mario Rendo et Gaetano Graci qui avaient besoin des mafiosi pour leur protection.
Matériellement, Antonino Calderone n'est pas responsable de meurtre, même s'il a été témoin de 7 meurtres comme il l'a lui-même admis lors de sa deposition. Cependant, le prestige dont jouit son frère Giuseppe, membre de la Commission régionale de la mafia sicilienne lui permet d'être un important chef mafieux et de contrôler les affaires de Catane jusqu'en septembre 1978, lorsque Benedetto Santapaola décide de faire tuer son frère Giuseppe, qui s'était opposé aux Corleonesi de Toto Riina.

## Le repenti
À la suite de l'assassinat de son frère, Antonino a été évincé des affaires de la famille Catanese. Il a dû fuir l'Italie et s'est rendu en France où il a créé une petite entreprise de blanchisserie à Nice pendant quelques années. Il a été arrêté en France en 1986 et détenu à la prison de Nice. Après quelques mois de prison, il décida de collaborer avec la justice et de se soumettre au programme de protection pour les repentis en 1987. Dans ce cadre, il a fourni des informations sur la mafia catanaise, en particulier sur les relations entre les « quatre cavaliers de l'apocalypse mafieuse » et Santapaola. Il est mort le 10 janvier 2013 dans un lieu secret d'outre-mer où il vivait depuis des années sous une fausse identité à l'âge de 77 ans.

## Collaboration avec Giovanni Falcone
Giovanni Falcone s'est rendu plusieurs fois en France pour écouter les révélations de Calderone qui ont permis d'effectuer environ 200 arrestations. Antonino Calderone a déclaré à son sujet : « J'ai collaboré avec Falcone parce que c'est un homme d'honneur ». Après ses révélations, Calderone abandonne l'Italie dans l'anonymat pour échapper à la vengeance de Cosa nostra, mais il ne manque pas d'envoyer un dernier message, particulièrement significatif, à Falcone :
« Signor giudice, non ho avuto il tempo di dirle addio. Desidero farlo ora. Spero che continuerà la sua lotta contro la mafia con lo spirito di sempre. Ho cercato di darle il mio modesto contributo, senza riserve e senza menzogne. Una volta ancora sono costretto a emigrare e non credo di tornare mai più in Italia. Penso di avere il diritto di rifarmi una vita e in Italia non è possibile. Con la massima stima. »
— Antonino Calderone, Giovanni Falcone, Cose di Cosa Nostra

« Monsieur le juge, je n'ai pas eu le temps de vous dire au revoir. Je veux vous dire au revoir maintenant. J'espère que vous continuerez votre lutte contre la mafia dans le même esprit que vous avez toujours eu. J'ai essayé de vous apporter ma modeste contribution, sans réserve et sans mensonge. Une fois de plus, je suis obligé d'émigrer et je ne pense pas que je retournerai un jour en Italie. Je pense que j'ai le droit de me faire une nouvelle vie et en Italie, ce n'est pas possible. Avec la plus grande estime. »
— Giovanni Falcone, Cose di Cosa Nostra
Après le meurtre de Giovanni Falcone, Calderone a donné son analyse de l'attentat :

« Un attentat public aussi spectaculaire n'est jamais dans l'intérêt de la mafia [...] c'est un signe de faiblesse. L'attentat était devenu nécessaire en raison d'une série de défaites majeures. Falcone avait été condamné à mort il y a longtemps, mais la sentence ne pouvait plus être reportée pour deux raisons : la décision de la Cour suprême de confirmer les condamnations à vie des patrons de la Commission [...] et la certitude croissante que Falcone deviendrait super-procureur. Tant que les condamnations pouvaient être annulées à Rome, il n'était pas nécessaire d'agir. Mais une condamnation définitive à vie a déclenché une réaction de rage. Les Corleonesi et les familles ont perdu la tête. Cosa Nostra a un petit livre et pour chaque nom, il y a un temps. »

## Publication
Les mémoires d'Antonino Calderone  Gli uomini del disonore. La mafia siciliana nella vita di un grande pentito écrites avec le sociologue antimafieux Pino Arlacchi ont été publiées en 1992. Elles ont été traduites dans de nombreuses langues.